# Robert F. Rich

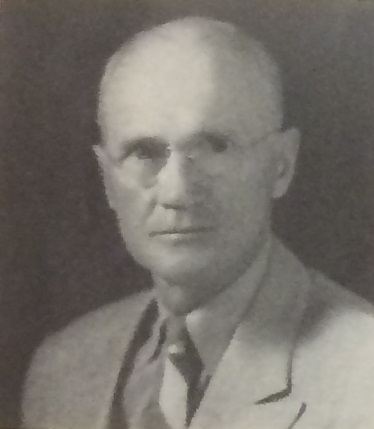
Robert F. Rich

Robert Fleming Rich (* 23. Juni 1883 in Woolrich, Clinton County, Pennsylvania; † 28. April 1968 in Jersey Shore, Pennsylvania) war ein US-amerikanischer Politiker. Zwischen 1930 und 1943 sowie nochmals von 1945 bis 1951 vertrat er den Bundesstaat Pennsylvania im US-Repräsentantenhaus.

## Werdegang
Robert Rich besuchte die öffentlichen Schulen seiner Heimat, das Dickinson Seminary und das Williamsport Commercial College. Im Jahr 1902 absolvierte er die Mercersburg Academy. Er beendete seine Ausbildung 1906 am Dickinson College in Carlisle. Ab diesem Jahr arbeitete er in der Wollindustrie. Außerdem war er im Bankgeschäft sowie in verschiedenen anderen Branchen tätig. Er wurde auch Kuratoriumsmitglied verschiedener Bildungsanstalten in Pennsylvania. Politisch schloss er sich der Republikanischen Partei an. In den Jahren 1924, 1952 und 1956 nahm er als Delegierter an den jeweiligen Republican National Conventions, auf denen Calvin Coolidge sowie später Dwight D. Eisenhower als Präsidentschaftskandidaten nominiert wurden.
Nach dem Tod des Abgeordneten Edgar Raymond Kiess wurde Rich bei der fälligen Nachwahl für den 16. Sitz von Pennsylvania als dessen Nachfolger in das US-Repräsentantenhaus in Washington, D.C. gewählt, wo er am 4. November 1930 sein neues Mandat antrat. Nach sechs Wiederwahlen konnte er bis zum 3. Januar 1943 im Kongress verbleiben. Zwischen 1933 und 1941 wurden dort die New-Deal-Gesetze der Roosevelt-Regierung verabschiedet, denen Richs Partei eher ablehnend gegenüberstand. 1935 wurden erstmals die Bestimmungen des 20. Verfassungszusatzes angewendet, wonach die Legislaturperiode des Kongresses jeweils am 3. Januar endet bzw. beginnt. Seit 1941 war auch die Arbeit des Kongresses von den Ereignissen des Zweiten Weltkrieges geprägt.
Im Jahr 1942 verzichtete Robert Rich zunächst auf eine weitere Kandidatur. Bei den Wahlen des Jahres 1944 wurde er dann aber im 15. Wahlbezirk seines Staates wieder in den Kongress gewählt, wo er am 3. Januar 1945 Wilson D. Gillette ablöste. Nach zwei Wiederwahlen konnte er bis zum 3. Januar 1951 drei weitere Legislaturperioden im US-Repräsentantenhaus verbringen. In diese Zeit fielen das Ende des Zweiten Weltkrieges und der Beginn des Kalten Krieges.
1950 stellte sich Rich nicht mehr zur Wiederwahl. Nach dem Ende seiner Zeit im US-Repräsentantenhaus arbeitete er in verschiedenen Positionen für die Firma Woolrich Woolen Mills. Bereits seit 1930 war er deren Generaldirektor. Diesen Posten bekleidete er bis 1959. Von 1959 bis 1964 war er Präsident dieser Firma und von 1964 bis 1966 Vorstandsvorsitzender. Danach wurde er dort Ehrenvorstand. Er starb am 28. April 1968 in Jersey Shore.